# Fata Morgana (película de 1965)
Fata Morgana (en Estados Unidos Left-Handed Fate) es una película española del año 1965, aunque no se estrenó comercialmente en España hasta 1967. Fue dirigida por Vicente Aranda y protagonizada en los papeles principales por Teresa Gimpera, Marianne Benet, Antonio Ferrandis y Alberto Dalbés.

## Sinopsis
Gim es una joven modelo admirada por su belleza. Se encuentra en una Barcelona futurista y distópica que ha quedado convertida en un desierto por un acontecimiento extraño e inexplicable. Gim permanece allí junto a una serie de extravagantes personajes, entre los que se encuentra el detective encargado de evitar que caiga en manos de un profesor psicótico que planea secuestrarla.

## Reparto
| Intérprete              | Personaje             |
| ----------------------- | --------------------- |
| Teresa Gimpera          | Gim                   |
| Marianne Benet          | Miriam                |
| Marcos Martí            | J.J.                  |
| Antonio Ferrandis       | El Profesor           |
| Alberto Dalbés          | Álvaro                |
| Antonio Casas           | Luis                  |
| Glòria Roig             | La Mujer del Profesor |
| Francisco Álvarez       | Los Chicos            |
| Juan Sellás             | Los Chicos            |
| Antonio Oliver          | Los Chicos            |
| José Medina             | Los Chicos            |
| José María Seada        | Los Chicos            |
| Josep Castillo Escalona | Acosador Gim          |
| Manuel Muñiz            | Hombre Reja           |
| Nuria Picas             | Sra. Kalman           |
| Antonio Gudet           | Conserje              |
| Alberto Gadea           | Acosadores J.J.       |
| Luis Ferrán             | Acosadores J.J.       |
| Carlos Hurtado          | Acosadores J.J.       |
| Isidro Martín           | Jerry                 |
| Luis de Coro            | Criado                |
| Eduardo Lizarza         | Señor                 |
| Maria Durán             | Señora                |
| Carles Lloret           | Carlos                |
| Juan Torres             | Hombre                |
| Jaume de Sans           |                       |

## Recepción
La película, englobada dentro del movimiento denominado Escuela de Barcelona, fue un fracaso comercial ya que con un presupuesto de 5.483.521 ptas. (32.695 €) solo recaudó 1.822.000 ptas. (10.950 €). 
No obstante, antes de su estreno en España, tuvo un cierto reconocimiento a nivel internacional, al ser seleccionada en la Semana de la Crítica del Festival de Cannes en 1966 y proyectada en el Festival Internacional de Cine de Karlovy Vary.